# Bittacus pilicornis
Bittacus pilicornis är en näbbsländeart som beskrevs av John Obadiah Westwood 1846. Bittacus pilicornis ingår i släktet Bittacus och familjen styltsländor. Inga underarter finns listade i Catalogue of Life.